# خوسيه مارتينيز غونزاليس
خوسيه مارتينيز غونزاليس (بالإسبانية: José Martínez González)‏ (29 مايو 1953 في المكسيك - 14 فبراير 1981 بمدينة بويبلا في المكسيك) هو لاعب كرة قدم مكسيكي في مركز الوسط. لعب مع نادي غوادالاخارا.